# اس‌ام یوبی-۱۴۹
اس‌ام یوبی-۱۴۹ (به انگلیسی: SM UB-149) یک زیردریایی بود که طول آن ۵۵٫۸۵ متر (۱۸۳٫۲ فوت) بود. این زیردریایی در سال ۱۹۱۸ ساخته شد.